# Abbas Alasgarov
Abbas Alasgarov (en azerí: Abbas Ələsgərov) fue arquitecto de Azerbaiyán, Arquitecto de Honor de la República de Azerbaiyán (2007). 

## Biografía
Abbas Alasgar nació el 13 de diciembre de 1937 en Bakú. Empezó su carrera como arquitecto en 1960. En 1963 se graduó de la Universidad Técnica de Azerbaiyán. El arquitecto recibió el título “Arquitecto de Honor de la República de Azerbaiyán” en 2007 y fue galardonado con la "Orden Shohrat" en 2012. Desde 2007 hasta 2012 fue presidente de la Unión de Arquitectos de Azerbaiyán. Desde 2007 hasta el fin de su vida trabajó como presidente del Comité Estatal de Arquitectura y Urbanismo de Azerbaiyán.
Abbas Alasgarov murió el 18 de febrero de 2018 en Bakú.

## Premios y títulos
- Orden de la Insignia de Honor (1971)
- Orden de la Amistad de los Pueblos (1986)
- Arquitecto de Honor de la República de Azerbaiyán (2007)
- Orden Shohrat (2012)